# Szo Phim
Szo Phim (khmerül: សោ ភឹម; 1925 – 1978. június 3.), született Szo Vanna (khmerül: សូ វណ្ណា) kambodzsai forradalmár és a Vörös Khmer tábori parancsnoka volt. A Kambodzsai Kommunista Párt állandó tagja (1960–1978), a Demokratikus Kambodzsa keleti zónájának vezetője volt.

## Élete
1925 körül született Kambodzsában. Katonai pályafutását a francia hadseregben kezdte, és 1940 végén csatlakozott a Khmer Isszarak mozgalomhoz.
1951 augusztusában a Kambodzsai Kommunista Párt jogelődjének számító szervezet egyik alapító tagja volt, ahol 1960-ban megválasztották a Munkáspárt Központi Bizottságába, majd három évvel később állandó tagjává vált. A párt ranglétráján a negyedik vagy ötödik helyet foglalta el. Így Phim volt a Központi Bizottság egyetlen paraszti származású tagja.
A Vörös Khmer győzelme után a Keleti Zóna tábornoka és parancsnoka lett. Részt vett a Vietnám elleni támadásokban.
1978 májusában Heng Szamrinnal együtt fegyveres felkelést indított a Pol Pot-rezsim ellen, amelyet gyorsan és brutálisan levertek, amely következtében Szamrin Vietnámba menekült, Phim pedig, akinek feleségét és gyermekeit elfogták és megölték, öngyilkos lett. Phim halála után Nuon Csea lett a keleti zóna vezetője.